# Knoldranunkel
Knoldranunkel (Ranunculus bulbosus) er en flerårig plante i ranunkel-familien. Arten er en udpræget tørbundsplante og udbredt i Europa og Vestasien. Det er en blødt håret plante, der forneden på stænglen er opsvulmet, så der dannes en underjordisk knold. Her oplagres næring til efterårets nye skud. Knoldranunkel er desuden karakteriseret ved at have gule blomster, hvis bægerblade er tilbagebøjede mod den furede blomsterstilk. Det danske navn skrives ofte knold-ranunkel i f.eks. floraer.

## Forekomst i Danmark
I Danmark er knoldranunkel almindelig på sandede overdrev og solåbne, græsklædte bakkeskrænter. Den blomstrer her i maj og juni.